# Kamut (Hungria)
Kamut é um município da Hungria, situado no condado de Békés. Tem 60,48 km² de área e sua população em 2015 foi estimada em 1.025 habitantes.